# Maxomys inflatus
Maxomys inflatus (Robinson & Kloss, 1916) è un roditore della famiglia dei Muridi endemico dell'isola di Sumatra.

## Descrizione
Roditore di medie dimensioni, con la lunghezza della testa e del corpo tra 160 e 193 mm, la lunghezza della coda tra 143 e 190 mm, la lunghezza del piede tra 37 e 43 mm e la lunghezza delle orecchie tra 22 e 25 mm.
La pelliccia è corta e spinosa. Le parti dorsali sono fulve e cosparse di setole spinose. Le parti ventrali sono biancastre. La coda è più corta della testa e del corpo, scura sopra e chiara sotto. Sono presenti soltanto 5 cuscinetti sulle piante dei piedi. Le femmine hanno un paio di mammelle pettorali e due paia inguinali.

## Biologia

### Comportamento
È una specie terricola.

## Distribuzione e habitat
Questa specie è endemica delle zone montane occidentali di Sumatra.
Vive in foreste tropicali sempreverdi tra 900 e 1.500 metri di altitudine.

## Conservazione
La IUCN Red List, considerato che questa specie è confinata in zone montane soggette a disboscamento, classifica M.inflatus come specie vulnerabile (VU).